# Csengcsoui egyházmegye
A Csengcsoui római katolikus egyházmegye (latinul: Cemceuven(sis), kínaiul:鄭州) egy egyházmegye a Kajfengi egyháztartományban, Kínában. A Kajfengi főegyházmegye szuffragán egyházmegyéje.

## Története
1882. augusztus 28-án Nyugat-honani apostoli prefektúra néven hozták létre. 1911. május 2-án Nyugat-honani apostoli vikariátussá léptették elő. 1924. december 3-án átnevezték Csengcsoui apostoli vikariátussá. 1946. április 11-én pedig egyházmegyévé léptették elő.

## Főpásztorok
Nyugat-honani apostoli vikáriusok
- Luigi Calza SX, (1906. június 23. – 1911. szeptember 18.)

Honani apostoli vikáriusok
- Luigi Calza SX, (1906. június 23. – 1911. szeptember 18.)

Csengcsoui apostoli vikáriusok
- Luigi Calza SX, (1911. szeptember 18. – 1944. október 22.)

Csengcsoui püspökök
- Faustino M. Tissot, S.X. (1946. május 10. – 1983.)
- Taddeo Wang Yuesheng,(2024. január 25.)[1] – hivatalban)

## Fordítás
Ez a szócikk részben vagy egészben  a   Roman Catholic Diocese of Zhengzhou című angol Wikipédia-szócikk fordításán alapul.  Az eredeti cikk szerkesztőit annak laptörténete sorolja fel. Ez a jelzés csupán a megfogalmazás eredetét és a szerzői jogokat jelzi, nem szolgál a cikkben szereplő információk forrásmegjelöléseként.